# Athetis obtusa
Athetis obtusa là một loài bướm đêm trong họ Noctuidae.